# Острво Тарама
Острво Тарама (јап. 多良間島), је острво у области Мајико у префектури Окинава, Јапан. Острво припада групи острва Мијако, острва Сакисима архипелагу Рјукју.

## Географија
Острво је површине 19,75 km² са око 1000 становника настањених у селима и Шиокава Накасуџи на северу острва.
Острво је равно, са највишом тачком 33 м.

24° 37′ 56″ С; 124° 45′ 18″ И / 24.6322° С; 124.7549° И